# Alfabeto ebraico
L'alfabeto ebraico (האלפבית העברי, ha-alefbet ha-ʻivri) è l'abjad con cui vengono scritti l'ebraico; inoltre lo yiddish, il ladino giudeo-spagnolo (da non confondere con la lingua ladina) e altre lingue utilizzate dagli ebrei nel mondo, che però, pur usando i caratteri ebraici, non sono considerabili abjad in quanto utilizzano alcune consonanti ebraiche per rappresentare le vocali.
L'alfabeto ebraico viene scritto da destra verso sinistra. Esso è composto da 22 lettere, di cui due (  ו vav e  י jod) semiconsonanti. Cinque consonanti hanno una forma che cambia se finali di parola. Nella pronuncia della maggioranza degli attuali parlanti israeliani, le consonanti א e ע non hanno suono proprio, ma servono per appoggiare la vocale susseguente. La pronuncia di alcune consonanti si modifica a seconda della presenza vocalica.
La pronuncia differisce tra aschenaziti (pronuncia "non-orientale") e sefarditi (pronuncia "orientale"), la versione di questi ultimi è considerata lo standard.
I caratteri paleo-ebraici normalmente usati nelle monete ed iscrizioni dell'antico Israele differiscono abbastanza da quelli usati in epoca più tarda; in quanto questi ultimi derivano dal cosiddetto alfabeto ebraico quadrato, variante dell'alfabeto aramaico in uso tra gli Assiri, e che gli Ebrei cominciarono ad usare durante la cattività babilonese seguita alla sconfitta del Regno di Giuda nel VI secolo a.C.. Dopo la vittoria dei Persiani, nel III secolo a.C. gli Ebrei sempre più impiegarono la stilizzata forma quadrata dell'alfabeto aramaico allora in uso nell'Impero persiano achemenide, e che i Persiani avevano adottato dagli Assiri.
Un derivato dell'alfabeto paleo-ebraico più vicino ai caratteri originali fu quello in uso tra le comunità Samaritane, che impiegarono il loro alfabeto samaritano per scrivere eccellente letteratura, prima in ebraico poi in aramaico.

## Consonanti
| Lettera                | finale | nome                              | pronuncia moderna | pronuncia antica                                                                                       | trascrizione fonetica (moderna) | traslitterazione |
| ---------------------- | ------ | --------------------------------- | --- | --- | ------------------------------- | ---------------- |
| א                      |        | Alef                              | 1. muta 2. talvolta [a:] segno diacritico per a 3. indica la presenza di una vocale in parole straniere non molto conosciute | 1. [ʔ] occlusiva glottidale 2. talvolta [a:] segno diacritico per a                                    | 1. â 2. â                       | â / '            |
| ב                      |        | Bet                               | 1. [b] 2. [v] come Vav | 1. [b] 2. [v] come Vav                                                                                 | 1. b 2. v                       | b                |
| ג                      |        | Gimel                             | [g] come g nell'italiano lago                                                                                                | [g] come g nell'italiano lago                                                                          | g                               | g                |
| ד                      |        | Dalet                             | [d] | [d] | d                               | d                |
| ה                      |        | He                                | [h] come h aspirata nell'inglese hello                                                                                       | [h] come h aspirata nell'inglese hello                                                                 | h                               | ê / h‘           |
| ו                      |        | Vav                               | 1. [v] 2. [u:] segno diacritico per u                                                                                        | 1. [w] 2. [u:] segno diacritico per u                                                                  | 1. v 2. û                       | u                |
| ז                      |        | Zayn                              | [z] come la s sonora come nell'italiano rosa                                                                                 | [z] come la s sonora come nell'italiano rosa                                                           | z                               | z                |
| ח                      |        | Chet (Heth, Kheth)                | [x], una fricativa velare, come la J dello spagnolo Juan                                                                     | [ħ], una fricativa faringale, come la ḥā' araba                                                        | kh                              | h                |
| ט                      |        | Tet                               | [t] come in Tau | [t] come in Tau                                                                                        | t                               | ṭ                |
| י                      |        | Iod                               | 1. [j] come i dell'italiano ieri 2. [i:] segno diacritico per i                                                              | 1. [j] come i dell'italiano ieri 2. [i:] segno diacritico per i                                        | 1. j 2. î                       | i                |
| כ                      | ך      | Kaf                               | 1. [k] come in casa 2. [x] come in Kheth, una h molto aspirata, uvulare, come la j dello spagnolo Juan                       | 1. [k] come in casa 2. [x] come in Kheth, una h molto aspirata, uvulare, come la j dello spagnolo Juan | 1. k 2. kh                      | k                |
| ל                      |        | Lamed                             | [l] | [l] | l                               | l                |
| מ                      | ם      | Mem                               | [m] | [m] | m                               | m                |
| נ                      | ן      | Nun                               | [n] | [n] | n                               | n                |
| ס                      |        | Samech                            | [s]come in Sin, sempre s sorda come nell'italiano sole                                                                       | [s]come in Sin, sempre s sorda come nell'italiano sole                                                 | s                               | ś                |
| ע                      |        | Ayin                              | muta; rende leggermente nasale la vocale associata                                                                           | [ʕ] fricativa faringale sonora, come in arabo                                                          | ‘                               | ô / ‘            |
| פ                      | ף      | Pe                                | 1. p 2. f | 1. p 2. f                                                                                              | 1. p 2. f                       | p                |
| צ                      | ץ      | Tzade (Tsadi, Tzadik, Sade, Sadi) | [ts] come la z dell'italiano ragazzo (mai come la z dell'italiano zona)                                                      | [ts] come la z dell'italiano ragazzo (mai come la z dell'italiano zona)                                | ts                              | ts               |
| ק                      |        | Qof                               | [k] come in Kaf | [q] uvulare                                                                                            | k                               | q                |
| ר                      |        | Resh                              | [ʁ] come la r francese | [r] come la r italiana                                                                                 | r                               | r                |
| ש                      |        | 1. Shin 2. Sin                    | 1. שׁ [ʃ] come sc dell'italiano scena 2. שׂ [s] come s dell'italiano sera                                                      | 1. שׁ [ʃ] come sc dell'italiano scena 2. שׂ [s] come s dell'italiano sera                                | 1. š 2. s                       | 1. š 2. s        |
| ת                      |        | Taf, Tau                          | [t] | 1. [t] 2. [θ], una fricativa interdentale, come il th dell'inglese think                               | t                               | t                |
| ג׳                     |        |                                   | [dʒ] come g dell'italiano giorno                                                                                             | [dʒ] come g dell'italiano giorno                                                                       | dž                              | gh               |
| ז׳                     |        |                                   | [ʒ] come j del francese jour                                                                                                 | [ʒ] come j del francese jour                                                                           | ž                               | zh               |
| צ׳                     |        |                                   | [tʃ] come c dell'italiano cielo                                                                                              | [tʃ] come c dell'italiano cielo                                                                        | tš                              | tsh              |
| וו o ו׳ (non standard) |        |                                   | 1. [w] come u dell'italiano uomo                                                                                             | 1. [w] come u dell'italiano uomo                                                                       | w                               | uh               |
| ד׳                     |        |                                   | [ð] | [ð] | dh                              | dh               |
| ת׳                     |        |                                   | [θ] | [θ] | th                              | th               |
| ח׳                     |        |                                   | [χ] | [χ] | kh                              | hh               |
| ר׳ o ע׳                |        |                                   | [ʁ] | [ʁ] | gh                              | rh o ôh          |

## Vocali
Le vocali sono rappresentate da puntini o linee (niqqud) tracciati sopra o sotto la consonante, e si pronunciano dopo la consonante stessa. Tali segni vocalici in generale non sono usati nella lingua scritta corrente.
Le vocali comparvero nel VI-VIII secolo d.C. per tramandare la tradizione fonetica del testo biblico. In altre parole, l'alfabeto ebraico originale era composto da sole 22 consonanti.

## Uso dell'alfabeto ebraico in altre lingue
Nelle pubblicazioni scientifiche l'alfabeto ebraico è talvolta usato per la trascrizione di testi epigrafici fenici e punici, nonché di testi aramaici.
Alla fine dell'Ottocento, in Francia, avvenne l'omologazione delle 22 lettere dell'alfabeto ebraico con i 22 Arcani maggiori dei Tarocchi, ad opera dell'occultista Eliphas Lévi. Da quel momento cominciò a svilupparsi uno straordinario interesse degli esoteristi non ebrei verso la Cabala, da essi ritenuta la più importante tradizione esoterica dell'ebraismo.
L'alfabeto ebraico, curiosamente, è stato lo strumento con il quale fu eseguita la prima forma di traslitterazione degli ideogrammi cinesi. La comunità ebraica cinese di Kai Feng, fondata nel X secolo ed estintasi all'inizio del XX secolo ha lasciato degli scritti non in lingua cinese ma in caratteri ebraici.

## Bibliografia

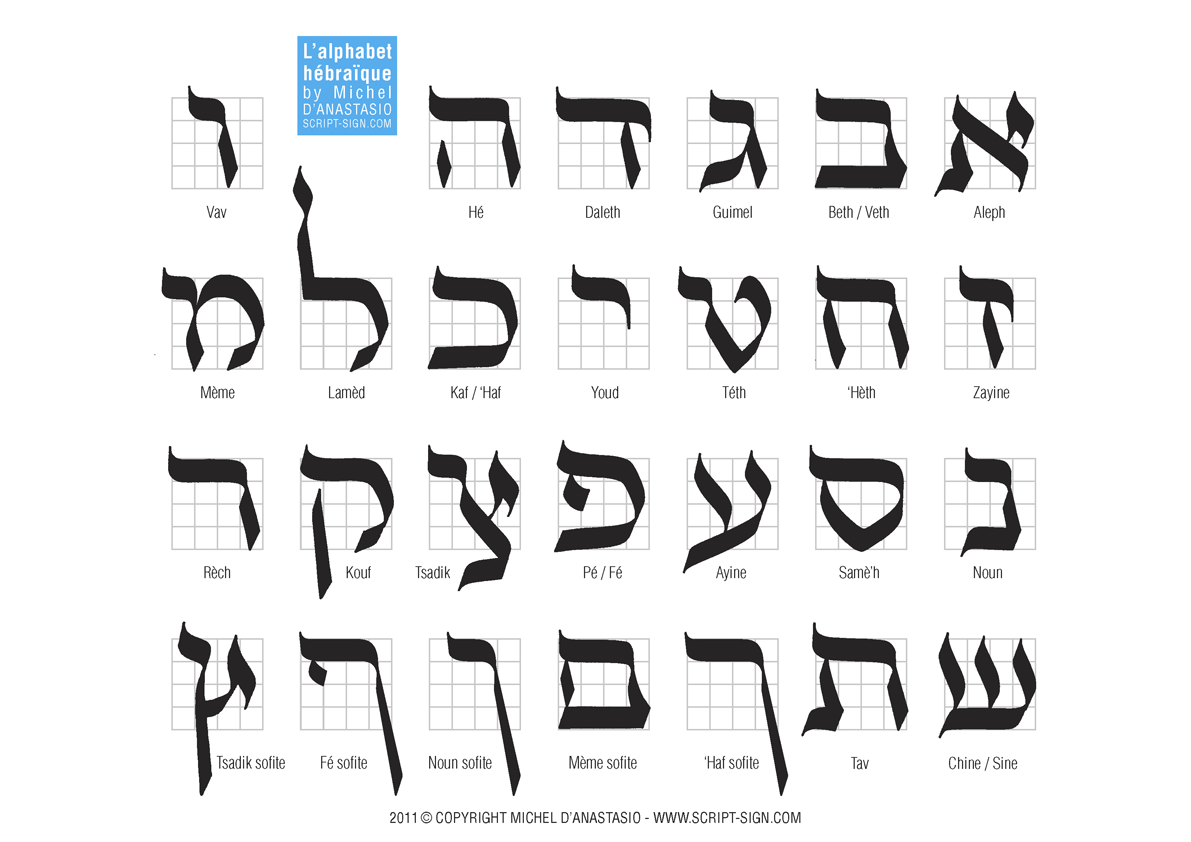
L'alfabeto ebraico

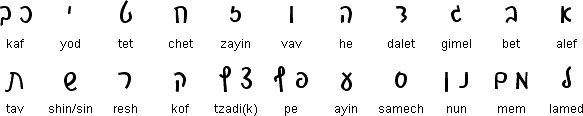
La forma corsiva dell'alfabeto ebraico

### Didattica
- Giancarlo Lacerenza, Scrivere l'ebraico, Libreria Dante & Descartes, Napoli 1999
- Silvia Pierucci Sapio, Le lettere ebraiche spiegate a mio figlio, Pisa, Marchetti Editore, 2014, ISBN 978-88-99014-00-1
- (EN)  Jonathan Orr-Stav, Learn to Write the Hebrew Script, Yale University Press, New Haven and London 2006
- Catherine Petitjean-Kail, La calligrafia ebraica: libretto pratico, 2020, ISBN 979-8635623770

### Mistica
- Marco Cestari, La Via della Rosa, Le Lettere nei mondi della Kabbalah, Acireale - Roma, Tipheret 2019, ISBN 978-88-6496-471-3
- Yarona Pinhas, Le lettere del cielo. Da Alef a Tav, dall'Infinito al finito, Firenze, Giuntina, 2017, ISBN 978-88-8057-692-1
- Matteo Corradini, Grazia Nidasio, Alfabeto ebraico. Storie per imparare a leggere le meraviglie del mondo, Milano, Adriano Salani Editore, 2017 [2012], ISBN 978-88-9381-228-3
- (FR)  Caterine Chalier, Les lettres de la Création, Arfuyen, Paris-Obey 2006
  - Caterine Chalier, Le lettere della creazione. L'alfabeto ebraico, traduzione di Donatella Simeone, Giuntina, Firenze 2011
- Paolo De Benedetti - A cura di Gabriella Caramore, L'alfabeto ebraico, Morcelliana, Brescia 2011
- Marina Busetto, I Segreti dell'Alfabeto Ebraico. Comparazione e formazione delle lettere, Psiche 2, Torino 2012
- Daniela Saghì Abravanel, Il Segreto dell'Alfabeto Ebraico, DLI - Mamash Edizioni Ebraiche, Milano 1999
- (FR)  Georges Lahy, L'alphabet hébreu et ses symboles. Les vingt-deux Arcanes de la Kabbale, Editions Lahy, 1997/2006
  - Georges Lahy, L'alfabeto ebraico e i suoi simboli. I ventidue arcani della Qabbalah, traduzione di Bianca Ferri, 2ª edizione, Venexia, Roma 2008
- Eugenio Jacobitti, Delle antiche scritture. Scritti e simboli sacri, I Dioscuri, Genova 1988

### Storica
- Gabriele Mandel, L'alfabeto ebraico, Arnoldo Mondadori Editore, Milano 2000; Seconda edizione, Mondadori Electa, Milano 2007
- (FR)  Joseph Cohen, La fabuleuse histoire de l'écriture hébraïque, Éditions du Cosmogone, Lyon 1999
- (FR)  Joseph Cohen, L'écriture hébraïque. Son origine, son évolution et ses secrets, Éditions du Cosmogone, Lyon 1997
- (FR)  Joseph Cohen, Les écrits du peuple hébreu. Transmission d'une culture millénaire, Éditions di Cosmogone, Lyon 2004